# كهوف فانتاستك
كهوف فانتاستك (بالإنجليزية: Fantastic Caverns)‏؛ هي مجموعة من الكهوف التي تقع في مقاطعة غرين في الولايات المتحدة.

## السياحة
تعد «كهوف فانتاستك» إحدى مواقع الجذب السياحي في مقاطعة غرين في ولاية ميزوري الأمريكية.